# Agnes Catherine Maitland
Pour les articles homonymes, voir Maitland.
Agnes Catherine Maitland (1849-1906) est la principale du Somerville College d'Oxford, en Angleterre. Elle a beaucoup contribué à l'obtention du statut de collège à part entière au sein de l'Université d'Oxford et à l'expansion de sa bibliothèque. Elle est également autrice de livres de cuisine.

## Biographie
Agnes Maitland naît en 1849 au 12 Gloucester Terrace, Hyde Park, deuxième fille de David John Maitland, originaire de Chipperkyle, Galloway, et de Matilda Leathes Mortlock. Son père s'est installé comme commerçant à Liverpool quand elle avait cinq ans, et elle y fait ses études à domicile, dans une « atmosphère presbytérienne ». En 1875, elle publie Elsie sous le pseudonyme « ACM ».
Elle fait des études de cuisine à l'école de formation en sciences ménagères de Liverpool de 1880 à 1885. Elle est examinatrice de cuisine dans les écoles élémentaires et d'enseignants formés par la Northern Union of Schools of Cookery, de 1885 à 1889. Elle a écrit plusieurs livres de cuisine, dont les plus connus sont The Rudiments of Cookery. Manual for Use in Schools and Homes (1883), Afternoon Tea Book (1887) et What Shall We Have for Breakfast? (1889). Elle publie également entre 1875 et 1889 quelques romans et contes pédagogiques destinés aux jeunes filles.

## Somerville College
Maitland est nommée principale de Somerville Hall, à Oxford en 1889, lorsque Madeleine Shaw Lefevre prend sa retraite. Somerville est constituée en collège en 1881, bien qu'il conserve son nom de « Hall » jusqu'en 1894. Maitland fait appel à une ancienne étudiante, Alice Bruce, pour le secrétariat, puis comme vice-principale en 1898. Pendant son mandat de principale, le nombre d'étudiants est passé de 35 à 86 et les bâtiments sont agrandis en conséquence. Elle développe le tutorat des étudiantes, en rémunérant des enseignants de l'université d'Oxford, en vue de faire de Somerville un véritable collège et non une simple résidence universitaire. Elle incite par ailleurs les étudiantes à suivre le cursus complet d'études d'Oxford, afin de prouver leur droit aux diplômes, encore réservés aux hommes. 
Elle met en place la participation d'« alumnae » (c'est-à-dire de membres de l'association d'anciennes élèves), élues au conseil du collège. Elle préserve l'atmosphère non-dénominationnelle du collège.
Elle fait appel à une ancienne étudiante, Margery Fry, comme bibliothécaire et met en œuvre la construction d'une bibliothèque, inaugurée en 1894 par John Morley. À la suggestion de ce dernier, Helen Taylor offre à Somerville la bibliothèque de son beau-père, John Stuart Mill.
Agnes Maitland meurt le 19 août 1906, au 12 Norham Road, Oxford, et est inhumée au Holywell Cemetery de la ville. Elle est remplacée par Emily Penrose en 1907.

## Hommages
Une résidence de Somerville College est renommée en son honneur en 1910.

## Publications
- Elsie: A Lowland Sketch, Macmillan and Company, 1875
- Madge Hilton; or, Left to Themselves (1884) W. Swan Sonnenschein and Co., London
- Rhoda (1885) Remington & Co., London
- The Afternoon Tea Book (1887) John Hogg, London (OCLC 527425870)
- The Cookery Primer. For School and Home Use (1888) (OCLC 316581381)
- Nellie O'Neil, or, Our Summer Time (1889) Thomas Nelson and Sons (OCLC 70658196)
- A Woman's Victory (1892) William Stevens, London (OCLC 266970690)
- The Due Recognition of Women by the University of Oxford (1896) Somerville College, Oxford (OCLC 55806447)
- With Margaret Aylmer (1899) Mothers' Meetings and Their Advantages : In Three Letters, William Macintosh, London (OCLC 80732885)
- What Shall We Have for Breakfast?, or, Everybody's Breakfast Book (1901) John Hogg, London